# San Francisco Cajonos
San Francisco Cajonos es una localidad del estado mexicano de Oaxaca. Es cabecera del municipio de San Francisco Cajonos.

## Demografía
| Censo | Población |
| ----- | --------- |
| 1900  | 572       |
| 1910  | 581       |
| 1921  | 476       |
| 1930  | 518       |
| 1940  | 537       |
| 1950  | 559       |
| 1960  | 560       |
| 1970  | 751       |
| 1980  | 447       |
| 1990  | 329       |
| 1995  | 473       |
| 2000  | 259       |
| 2005  | 206       |
| 2010  | 268       |
| 2020  | 285       |